# Prowincja Mahajanga
Mahajanga – prowincja leżąca w północno-zachodnim Madagaskarze, nad Oceanem Indyjskim. Graniczy od północnego wschodu z prowincją Antsiranana, od wschodu z prowincją Toamasina, a od południa z prowincjami Antananarywa i Toliara. Stolicą prowincji jest Mahajanga. Według danych z 2001 roku prowincja liczy 1 733 917 mieszkańców, co czyni ją piątą najbardziej zaludnioną prowincją w kraju. Powierzchnia prowincji wynosi 150 023 km² i jest drugą prowincją pod względem wielkości w kraju, po prowincji Toliara.

## Podział administracyjny
Prowincja Mahajanga podzielona jest na 4 regiony i 21 dystryktów:
| - Region Betsiboka: - 10. Dystrykt Kandreho (Kandreho) - 11. Dystrykt Maevatanana (Maevatanana) - 21. Dystrykt Tsaratanana (Tsaratanana) - Region Boeny: - 1. Dystrykt Ambatoboeny (Ambatoboeny) - 12. Dystrykt wiejski Mahajanga - 13. Mahajanga - 17. Dystrykt Marovoay (Marovoay) - 18. Dystrykt Mitsinjo (Mitsinjo) - 20. Dystrykt Soalala (Soalala) - Region Melaky: - 2. Dystrykt Ambatomainty (Ambatomainty) - 4. Dystrykt Antsalova (Antsalova) - 8. Dystrykt Besalampy (Besalampy) - 14. Dystrykt Maintirano (Maintirano) - 19. Dystrykt Morafenobe (Morafenobe) - Region Sofia: - 3. Dystrykt Analalava (Analalava) - 5. Dystrykt Antsohihy (Antsohihy) - 6. Dystrykt Bealanana (Bealanana) - 7. Dystrykt Befandriana-Avaratra (Befandriana-Avaratra) - 9. Dystrykt Boriziny (Boriziny) - 15. Dystrykt Mampikony (Mampikony) - 16. Dystrykt Mandritsara (Mandritsara) |